# Dağhan Külegeç
Dağhan Külegeç (Istanbul, 18 ottobre 1978) è un attore turco, noto per aver interpretato Mete Üyar nella serie Cherry Season - La stagione del cuore (Kiraz Mevsimi).

## Biografia
Dağhan Külegeç è nato il 18 ottobre 1978 a Istanbul (Turchia), e oltre alla recitazione si occupa anche di teatro.

## Carriera
Dağhan Külegeç ha completato la sua formazione presso la facoltà di lettere dell'Università di Istanbul. Nel 1998 ha fatto la sua prima apparizione come attore con il ruolo di Bakkal Çırağı nella serie Baba Bana Reyting Al. Nel 2002 ha interpretato il ruolo di Konuk Oyuncu nella serie Aslı ile Kerem. L'anno successivo, nel 2003, ha ricoperto il ruolo di Serhat nella serie Lise Defteri. Nel 2005 e nel 2006 ha recitato nella serie Hırsız Polis. Dal 2007 al 2011 ha interpretato il ruolo di Efe Kaygisiz nella serie Kavak Yelleri. Nel 2013 ha ricoperto il ruolo di Turahan Bey nella miniserie Fatih. Nello stesso anno ha recitato nella serie Paşa Gönlüm.
Nel 2014 e nel 2015 è stato scelto per interpretare il ruolo di Mete Üyar nella serie Cherry Season - La stagione del cuore (Kiraz Mevsimi) e dove ha recitato insieme ad attori come Özge Gürel e Serkan Çayoğlu. Nel 2017 e nel 2018 ha ricoperto il ruolo di Kağan nella serie Yeni Gelin. Nel 2020 e nel 2021 ha interpretato il ruolo di Tayfur nella serie Güldür Güldür Show.

## Filmografia

### Televisione
- Baba Bana Reyting Al – serie TV (1998)
- Aslı ile Kerem – serie TV (2002)
- Lise Defteri – serie TV (2003)
- Hırsız Polis – serie TV (2005-2006)
- Kavak Yelleri – serie TV (2007-2011)
- Fatih – serie TV (2013)
- Paşa Gönlüm – serie TV (2013)
- Cherry Season - La stagione del cuore (Kiraz Mevsimi) – serie TV, 59 episodi (2014-2015)
- Yeni Gelin – serie TV, 63 episodi (2017-2018)
- Güldür Güldür Show – serie TV (2020-2021)

## Teatro
- Başarımı Karılarıma Borçluyum (2015)

## Doppiatori italiani
Nelle versioni in italiano dei suoi film e delle sue serie TV, Dağhan Külegeç è stato doppiato da:
- Roberto Gammino[24] in Cherry Season - La stagione del cuore[25]

## Riconoscimenti
- Pantene Golden Butterfly Awards
  - 2021: Candidato come Miglior attore in una serie comica per Güldür Güldür Show insieme a Ugur Bilgin, Alper Kul, Onur Buldu, Onur Atilla, Mahir Ipek, Aziz Aslan, Burak Topaloglu, Ünal Yeter, Murat Akkoyunlu, Berkay Tulumbaci e Giray Altinok